# Sjekaliem

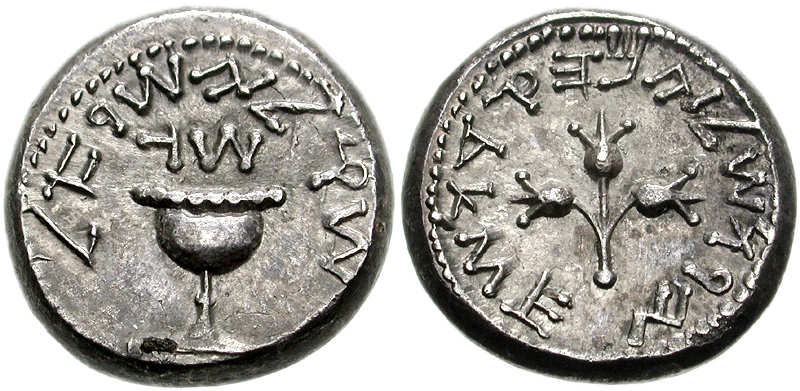
Sjekel van Judea, gedrukt gedurende de Joodse Oorlog van de eerste eeuw

Sjekaliem (Hebreeuws: שקלים, letterlijk sikkels) is het vierde traktaat (masechet) van de Orde Moëed (Seder Moëed) van de Misjna en de Jeruzalemse Talmoed. Het beslaat acht hoofdstukken.
Het traktaat behandelt de regels voor de belastingen ter financiering van de eredienst in de tempel. Voorts bevat het mededelingen betreffende de inventaris van de Tempel. De heffing staat in de Thora beschreven in Exodus 30:11 en volgende.
Sjekaliem bevat alleen Gemara (rabbijns commentaar op de Misjna) in de Jeruzalemse Talmoed, bestaande uit 33 folia en komt aldus in de Babylonische Talmoed niet voor.